# 조륙 운동
조륙 운동(造陸運動, epeirogenic movement, epeirogeny←땅을 뜻하는 그리스어 낱말 epeiros + 탄생을 뜻하는 그리스어 낱말 genesis)은 지형의 형성 과정 중 지구 내부의 힘에 의한 작용인 내인적 작용에 속하고, 지질학에서 드넓은 기복으로부터 기나긴 파장과 적은 습곡을 보여주는 지반의 융기, 침강을 뜻한다. 이 드넓은 대륙 중심부를 대륙괴로 불린다. 이러한 운동은 암석권의 지각 평형, 단층에 기여하는 등 지구 반경을 따라 여러 힘들이 합쳐 아울러 일어난다.
조륙 운동은 축들을 따라 지각을 곡륭시킴으로써 강들을 우회시킬 수 있으며 유역 분수계를 만들 수 있다.

## 같이 보기
- 조산 운동
- 침강